# Edvige Carboni
Pour les articles homonymes, voir Carboni.
Edvige Carboni, née le 2 mai 1880 à Pozzomaggiore et morte le 17 février 1952 à Rome, était une mystique italienne. Elle est connue pour des phénomènes comme les stigmates et des visions, mais aussi pour son dévouement envers les plus démunis. Elle est vénérée comme bienheureuse par l'Église catholique.

## Biographie
Edvige Carboni naît le 2 mai 1880 à Pozzomaggiore, en Sardaigne, au sein d'une famille d'agriculteurs. Dès l'âge de 5 ans, elle aurait eu ses premières visions de Jésus-Christ, de la Vierge Marie et de son ange gardien. Elle fait vœu de chasteté à 5 ans. Dans sa jeunesse elle se montre très pieuse, participant chaque jour à la messe, faisant le catéchisme aux enfants et participant à toutes sortes de confréries et de mouvements, notamment le Tiers-Ordre franciscain. Elle s'investit aussi beaucoup pour soulager les misères des malades et des plus nécessiteux de Pozzomaggiore.
Depuis son enfance elle pense à la vie religieuse, mais son confesseur l'en dissuade, estimant que sa famille à besoin d'elle. En effet la mère est morte et Edvige doit la remplacer dans son rôle. Bien que cela aille contre son projet, elle accepte, travaillant dur pour subvenir aux besoins de sa famille. Elle restera laïque tout au long de sa vie.
En 1911, au cours d'une apparition, le Christ lui aurait dit : "Edvige, je souhaite que tu sois l'effigie de ma Passion." Elle aurait dès lors été marqué par les stigmates, et aurait revécu dans son propre corps les supplices que le Christ aurait subis : flagellation, couronne d'épines, etc.
Tous ces phénomènes mystiques qui ne peuvent être cachés attirent bientôt la méfiance et les calomnies. Edvige et sa famille quittent la Sardaigne en 1929, et s'installent à Rome.
Edvige Carboni vit de modestes travaux ici et là, et s'adonne surtout aux œuvres de charité. Notamment durant la Seconde Guerre mondiale elle vient au secours des blessés, de ceux qui ont tout perdu, des prisonniers politiques, peu importe leur nationalité.
Elle s'adonne également à de nombreuses mortifications, pour obtenir la conversion des pécheurs. Par les souffrances continuelles qu'elle semblait souffrir à cause de ses stigmates, elle s'offre pour l'Église catholique et le salut de tous les hommes, en particulier de ceux qui persécutaient les chrétiens, notamment dans les régimes communistes. Par ses conseils de nombreuses personnes redeviennent chrétiennes. Estimée de beaucoup, elle l'était notamment de saint Louis Orione et de saint Padre Pio, qui la considérait comme une sainte. Elle avait pour confesseur le Père Felice Capello. Elle meurt soudainement le 17 février 1952 à Rome. Dans la soirée, un jeune ouvrier communiste vint déposer un bouquet de fleurs sur sa dépouille en disant : "Elle était vraiment une sainte".
Carboni a déclaré dans son journal qu'une fois pendant la prière, elle a reçu la visite de Benito Mussolini, ancien dictateur italien, qui lui a dit : « le purgatoire est terrible pour moi parce que j'ai attendu le dernier moment pour me repentir ». Selon elle, Dieu a informé plus tard Carboni que l'âme de Mussolini était entrée au Ciel.

## Béatification
Une enquête préliminaire pour la cause de béatification d'Edvige Carboni s'ouvre en 1968 au sein du diocèse de Rome. L'enquête diocésaine se clôture en 2001, et transmise au Saint-Siège pour y être étudiée par la Congrégation pour la cause des saints.
Le 4 mai 2017, le pape François reconnaît les vertus héroïques d'Edvige Carboni, lui attribuant ainsi le titre de vénérable.
Le 7 novembre 2018, le pape François reconnaît comme authentique une guérison inexplicable attribuée à l'intercession d'Edvige Carboni, et qui avait été l'objet d'une enquête médicale et théologique depuis l'an 2000. Ceci fait, le décret permettant sa béatification est signé par le pape. Edvige Carboni est solennellement proclamée bienheureuse au cours d'une messe célébrée à Pozzomaggiore par le cardinal Giovanni Angelo Becciu, le 15 juin 2019, en présence de 5 000 personnes.